# Војна обука
Војна обука (енгл. Military education and training) у оружаним снагама је организована делатност којом се војна (негде и грађанска) лица, јединице и установе оспособљавају за употребу у миру и рату. Војна обука  је, у суштини, јединствени процес стицања знања, вештина и навика, односно развијања психофизичких и менталних способности. У оружаним снагама, војна обука чини најрационалнији и најорганизованији елеменат целокупног система васпитања и образовања, и један је од најважнијих задатака свих команди, штабова и старешина.
In some countries, military education and training are parts of the compulsory education. The organizers believe that military education can bring some benefits and experiences that cannot be obtained from normal class like setback education. Moreover, participants are able to learn survival skills during the military education, like co-operations and resilience, which help participants improve the capabilities of military personnel in their respective roles.

## Обука регрута
Примарни и почетни облик војне обуке, обука регрута, користи различите технике кондиционирања за ресоцијализацију регрута у војни систем, како би се осигурало да ће без оклевања извршавати сва наређења и да би научили основне војне вештине. Ресоцијализација као социолошки концепт подразумева процес менталног и емоционалног „преобучавања” појединаца како би могли да делују у новом окружењу; промовише промене у ставовима и понашању појединца. Инструктор вежбе има задатак да припаднике службе оспособи за војну употребу.

## Обука за специфичне улоге
Након регрутне обуке, особље може проћи даљу обуку специфичну за њихову војну улогу, укључујући употребу било које специјалистичке опреме. Тада се обично сматра способним за војну службу.

## Класификација
Класификацију војне обуке могуће могуће је вршити применом различитих критеријума. У најопштијем смислу, дели се на обуку припадника оружаних снага и војну обуку осталих категорија становништва. Обука припадника оружаних снага дели се на обуку активног и резервног састава, односно обуку у оперативним јединицама и обуку припадника других компонената оружаних снага: територијалне одбране, националне гарде, жандармерије. Исто тако, постоји подела на обуку видова, родова и служби. Обука се, даље, разврстава на обуку војника (морнара) и старешина, које се деле на индивидуалну и заједничку. По садржају, обука војника дели се на борбену, техничку и стројеву, односно на општу и стручну, а по обиму на појединачну, одељенску, водну, четну, батаљонску и сл. У обуци старешина важну улогу има обука у војним школама, на курсевима, у наставним центрима и у научним институцијама (војни институти). Организација војне обуке регулише се јединственим наставним плановима и програмима.

## Историја
На садржај и начин извођења војне обуке у јединицама КоВ, одлучујући утицај кроз историју имало је 5 фактора: друштвено уређење, степен техничке опремљености и наоружања, усвојени систем организације јединица и команди, начела ратне вештине  и систем попуне и трајања војне службе.
У старом веку, војна обука војника и јединица састојала се од појединачног обучавања у руковању разним врстама хладног оружја, и обуци група за скупну борбу, што је достигло врхунац у војскама античке Грчке (Спарте и Македоније) и Римске републике: римски војници вежбали су борење двоструко тежим оружјем (за обуку), да би лакше и спретније руковали правим.
У средњем веку, организоване војне обуке практично није било, пошто су окосницу војске чинили витезови (појединачни борци) и потпуно необучени сељаци у пешадији, са изузецима: Монголска империја имала је изврсно обучену коњицу, а Османско царство изврсно обучену пешадију, јаничаре. У доба ренесансе, поново се појављује најамничка пешадија у Европи: најобученије војске тог вемена су швајцарски копљаници и ландскнехти у Немачкој.
Појавом ватреног оружја у 16. веку, значај пешадије поново расте, а војна обука постаје неопходна. У 17. веку појављују се стајаће војске и линијски борбени поредак, а војна обука се стандардизује и заснива на сталним правилима. Отварају се војне школе за официре, у обуци војника инсистира се на слепој послушности и механичком извршавању борбених радњи (тзв. дрил, праћен телесним казнама), а обука јединица заснива се на егзерциру (стројева обука војника). Највеће резултате у обуци тог времена постигла је пруска војска: пруска пешадија испаљивала је 3 до 5 плотуна за минут, док су у осталим европским армијама постизана највише два плотуна.